# Tectaria fissa
Tectaria fissa är en ormbunkeart som först beskrevs av Kze., och fick sitt nu gällande namn av Holtt. Tectaria fissa ingår i släktet Tectaria och familjen Tectariaceae. Inga underarter finns listade.